# Liste der Langlaufgebiete in Serbien
Die folgende Liste enthält die Langlaufgebiete in Serbien.
| Langlaufgebiet | Gebirge  | Kilometer |
| -------------- | -------- | --------- |
| Zlatibor       | Zlatibor |           |
| Sjenica        | Pešter   |           |
| Kopaonik       | Kopaonik | 12        |